# Francesco Maurolico

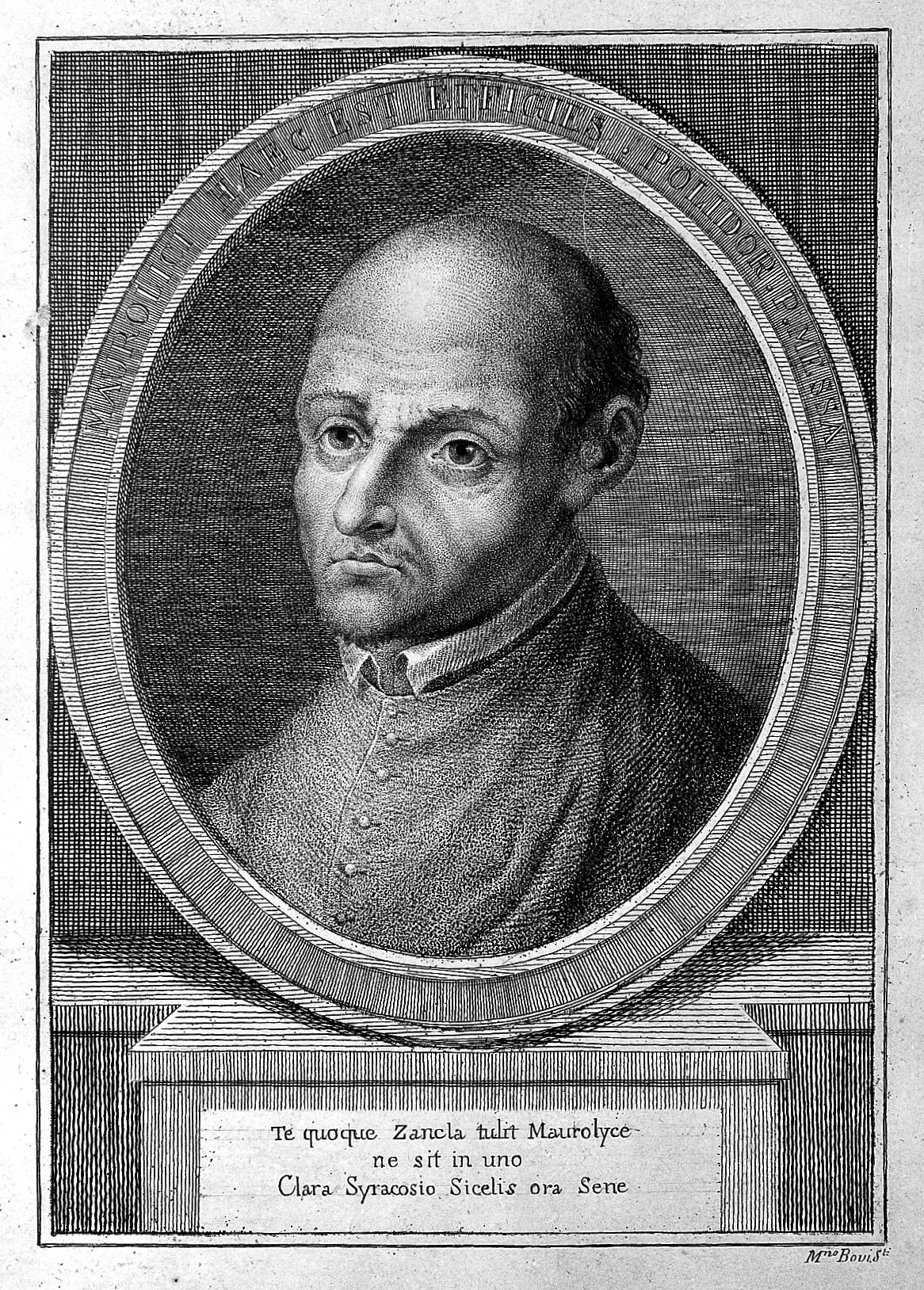
Francesco Maurolico

Francesco Maurolico (latim: Franciscus Maurolycus, greg.: Φραγκίσκος Μαυρολύκος) (Messina, 16 de setembro de 1494 - Messina, 22 de julho de 1575) foi um matemático e astrônomo italiano de origem grega  que realizou contribuições nos campos da geometria, óptica, cónica, mecânica, música e astronomia.

## Vida
Nasceu em Messina e teve forte influência da família grega que se originou em Constantinopla em 1453. Seu pai era médico e estudava o então famoso estudo helênico Constantino Láscaris e acabou se tornando mestre da Menta de Messina.
Em 1521 ele toma ordens sagradas que permitiram que em 1550 ele entrasse para Ordem Beneditina e depois ter se tonado monge no mosteiro de Santa Maria del Parto à Catelbuono. Após dois anos ele finalmente é consagrado como abade na Cattedrale San Niccolo di Messina.

## Realizações na carreira

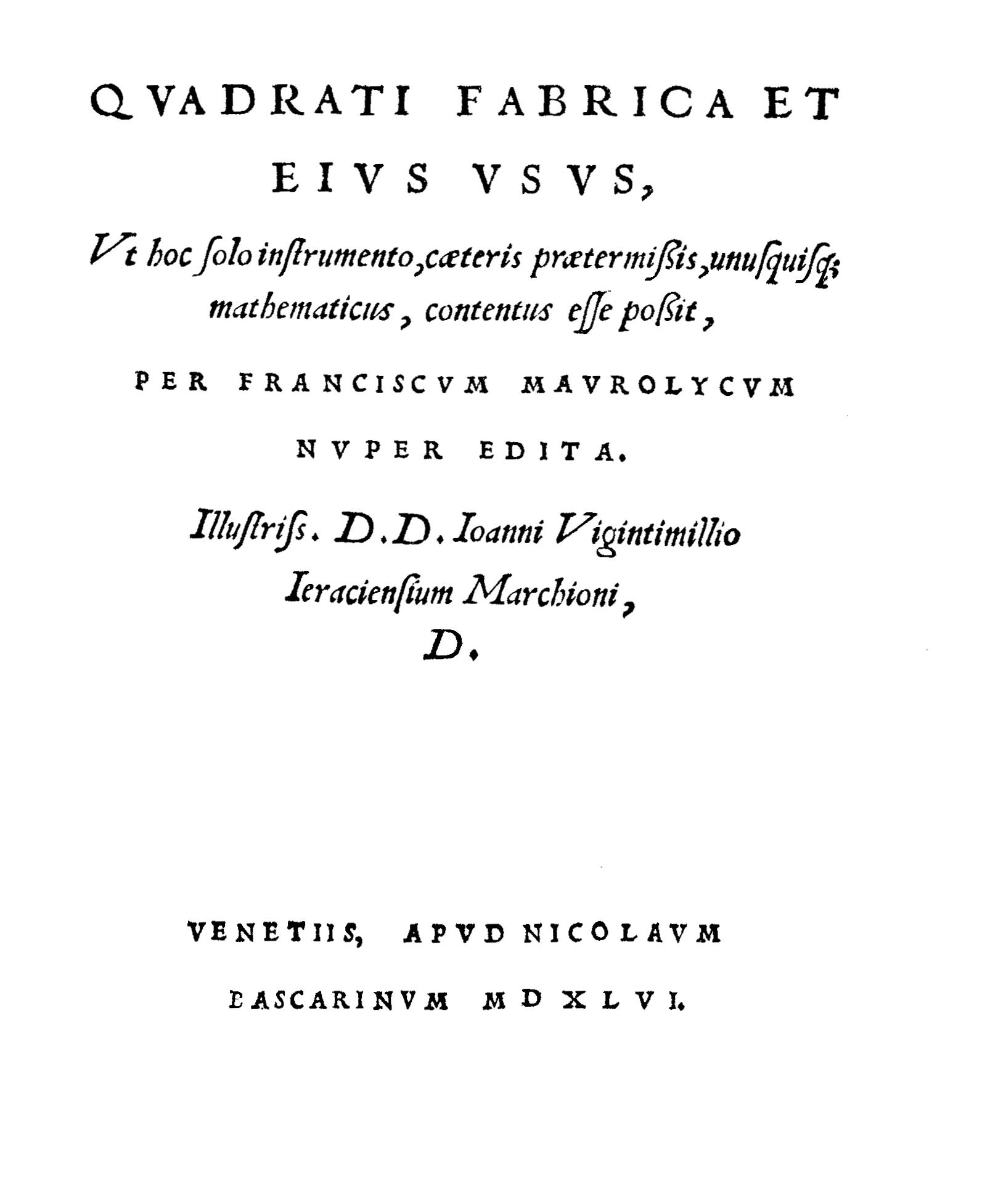
Quadrati fabrica et eius usus, 1546

Seguindo os passos do pai Antonio, Maurolico também vira chefe da hortelã de Messina e durante um tempo manteve as fortificações da cidade em favor de Carlos V, lendário imperador romano. Além disso ele atendeu a dois filhos do vice rei de Carlos na Sicília Juan de Vega, obtendo patrocínio de homens poderosos daquela época. Manteve correspondências com estudiosos como Clavius e Federico Commandino. Entre os anos de 1548 a 1550 ele ficou no castelo de Pollina na Sicília como hóspede do conhecido Marquês Giovanni II Ventimilgia e através da torre do castelo obteve observações astronômicas.
Dentro das observações foram incluídas o avsiatmento da supernova que apareceu em Cassiopeia no ano de 1572. Tycho Brahe publicou os detalhes dessa observacao no ano de 1574 e hoje a supernova é conhecida como super nova de Tycho.

## Morte e legado
Ele faleceu em Messina.
A cratera lunar Maurolycus carrega seu nome
Em Messina existe uma escola com seu nome
No ano de 2009, o Ministério italiano do Patrimônio Cultural mandou o estabelecimento da Edizione Nacionale dell'opera matematica de Francesco Maurolico  (edicao nacional da obra de Maurolico)